# Heroische Landschaft

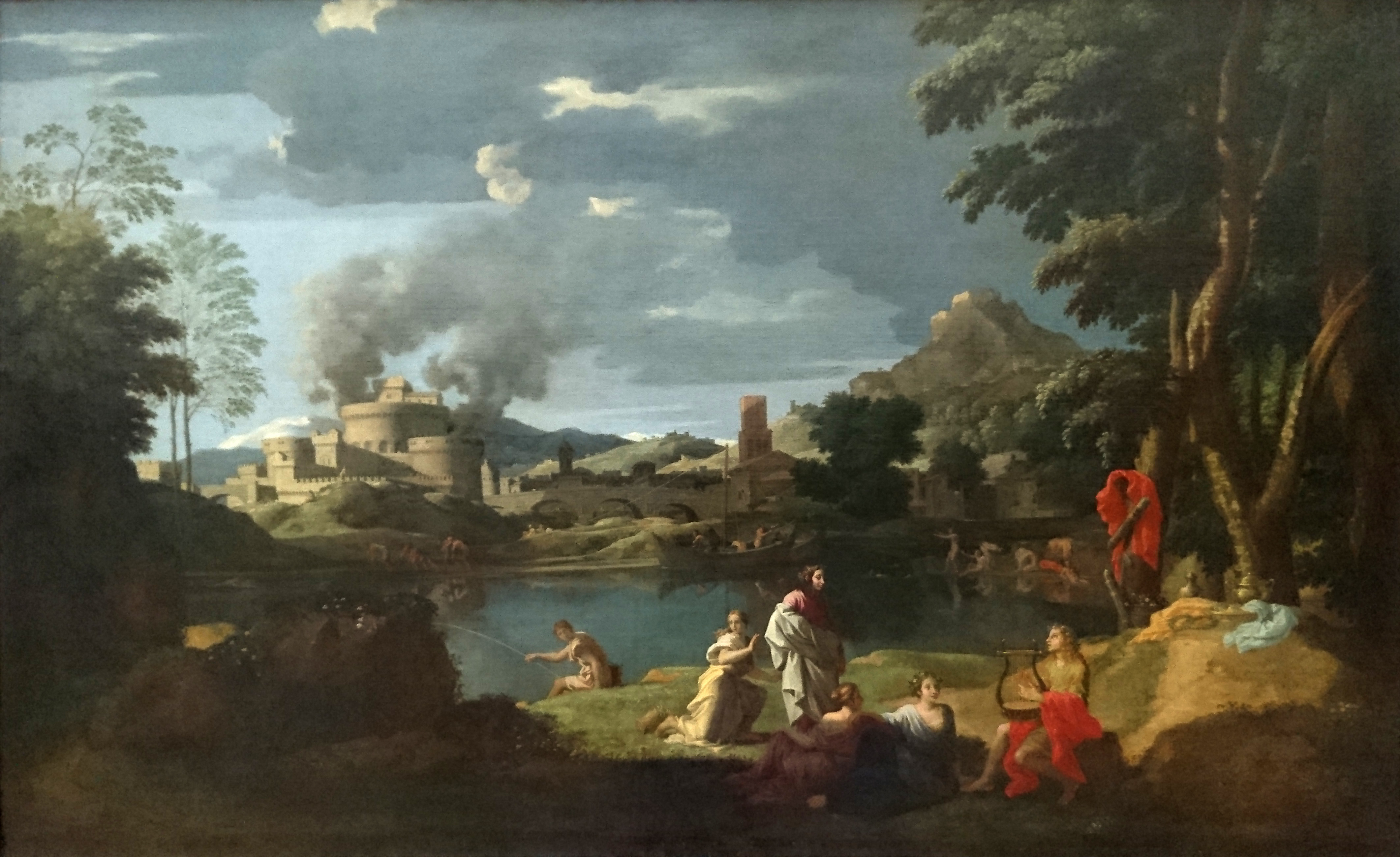
Nicolas Poussin: Landschaft mit Orpheus und Eurydike (um 1650), Louvre. Heroische Landschaft mit Figuren der griechischen Mythologie.

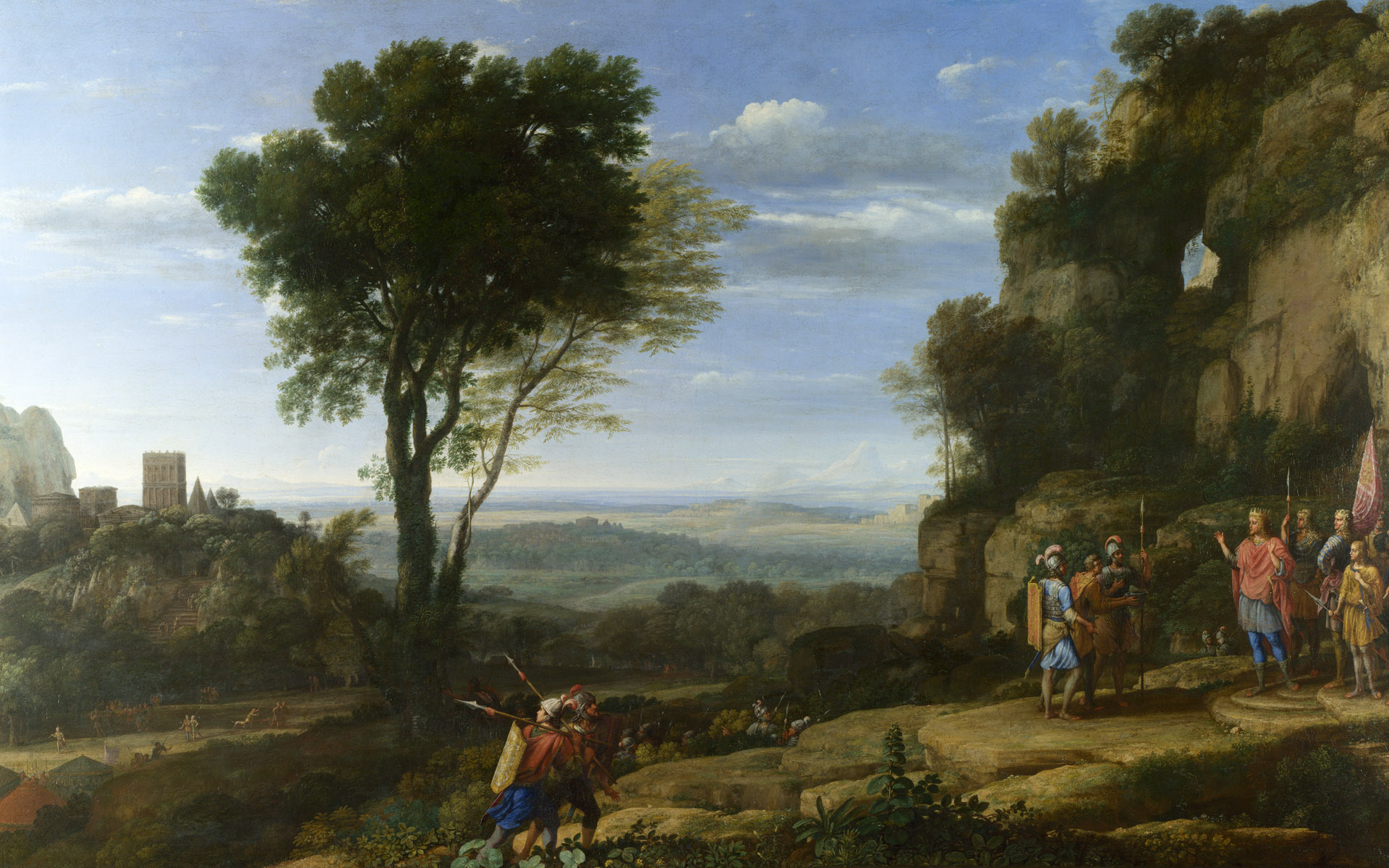
Claude Lorrain: Landschaft mit David und den drei Heroen (1658), National Gallery, London. Heroische Landschaft mit biblischen Figuren.

Die heroische Landschaft ist ein Typus von Gemälden in der Landschaftsmalerei. Bilder dieses Typus zeigen meist urwüchsige Gegenden, beispielsweise mit schroffen Felsen. Der Himmel ist oft dramatisch bewölkt. Die Menschen, die in dieser Landschaft abgebildet werden, sind im 17. und 18. Jahrhundert oft Götter und Heroen aus der griechischen Mythologie oder Heldengestalten aus der Bibel.
Die Blütezeit dieses Stils war das 17. Jahrhundert, ein erster großer Meister war der Franzose Nicolas Poussin. Eine zweite Blüte erlebte die heroische Landschaft in der Malerei der Romantik. Im späten 19. Jahrhundert tritt ihre Bedeutung zurück.

## Heroische und idyllische Landschaft

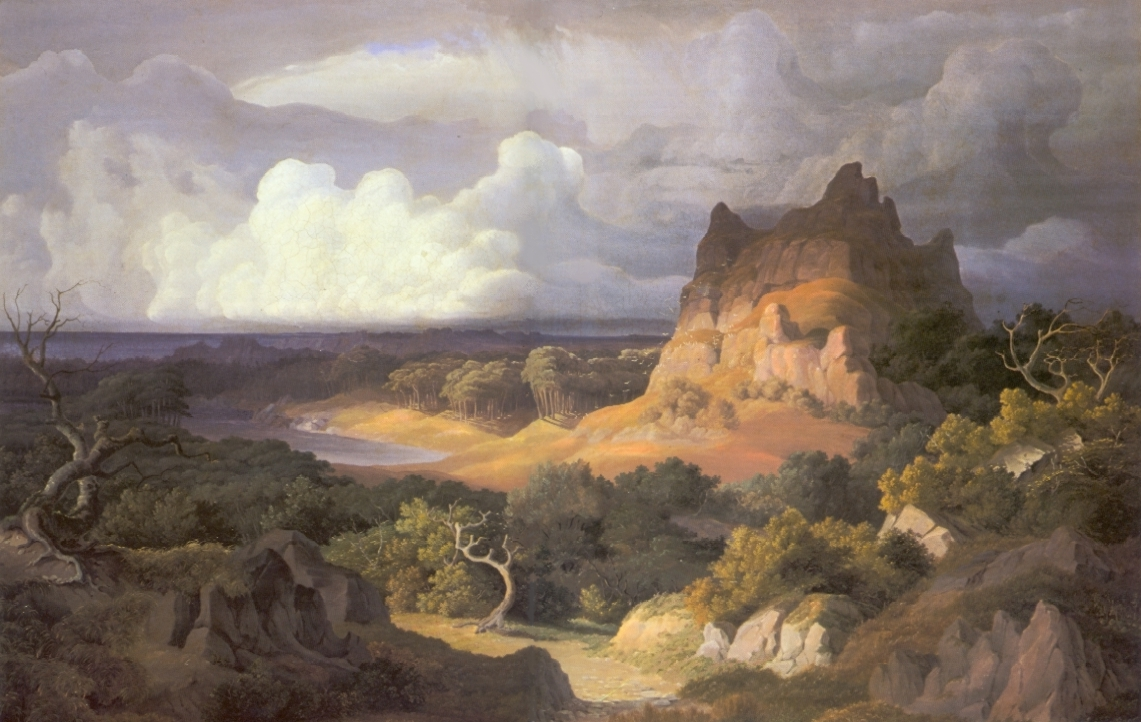
Gottfried Keller: Heroische Landschaft (1842), Zentralbibliothek Zürich. Ohne menschliche Figuren.

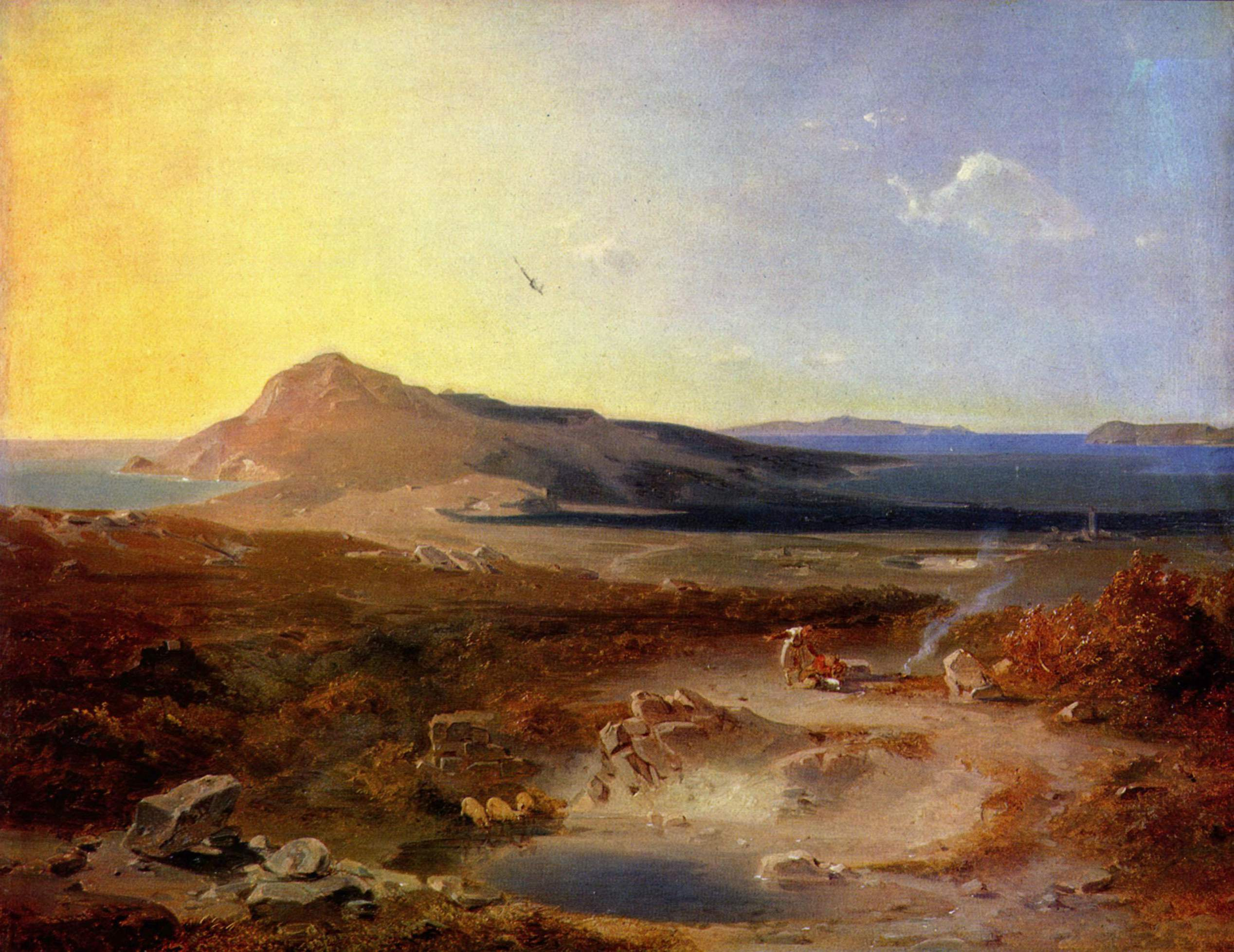
Carl Rottmann: Die Insel Delos (1847), Kunsthalle Karlsruhe.
Konkrete Landschaft, heroisch stilisiert.

Den Gegentypus zur heroischen Landschaft bildet die idyllische oder arkadische Landschaft mit lieblicher Gegend unter heiterem Himmel. Einfache Hirten sind die typischen Staffagefiguren.
Bei beiden Landschaftstypen handelt es sich um ideale, das heißt nach strengen Kunstregeln komponierte Landschaften. Kostüm und Architektur, sofern sie in den Bildern vorkommen, sind der Antike nachempfunden.
Zwischen heroischer und idyllisch-arkadischer Landschaft gibt es Übergänge und Mischformen. Die realistische Tendenz in der zweiten Hälfte des 19. Jahrhunderts führte dazu, dass die Landschaftsmaler auf mythologische und biblische Figuren und das Komponieren idealer Landschaften immer mehr verzichteten, um sich ganz der Wiedergabe des Sichtbaren zu widmen.

## Weitere Beispiele

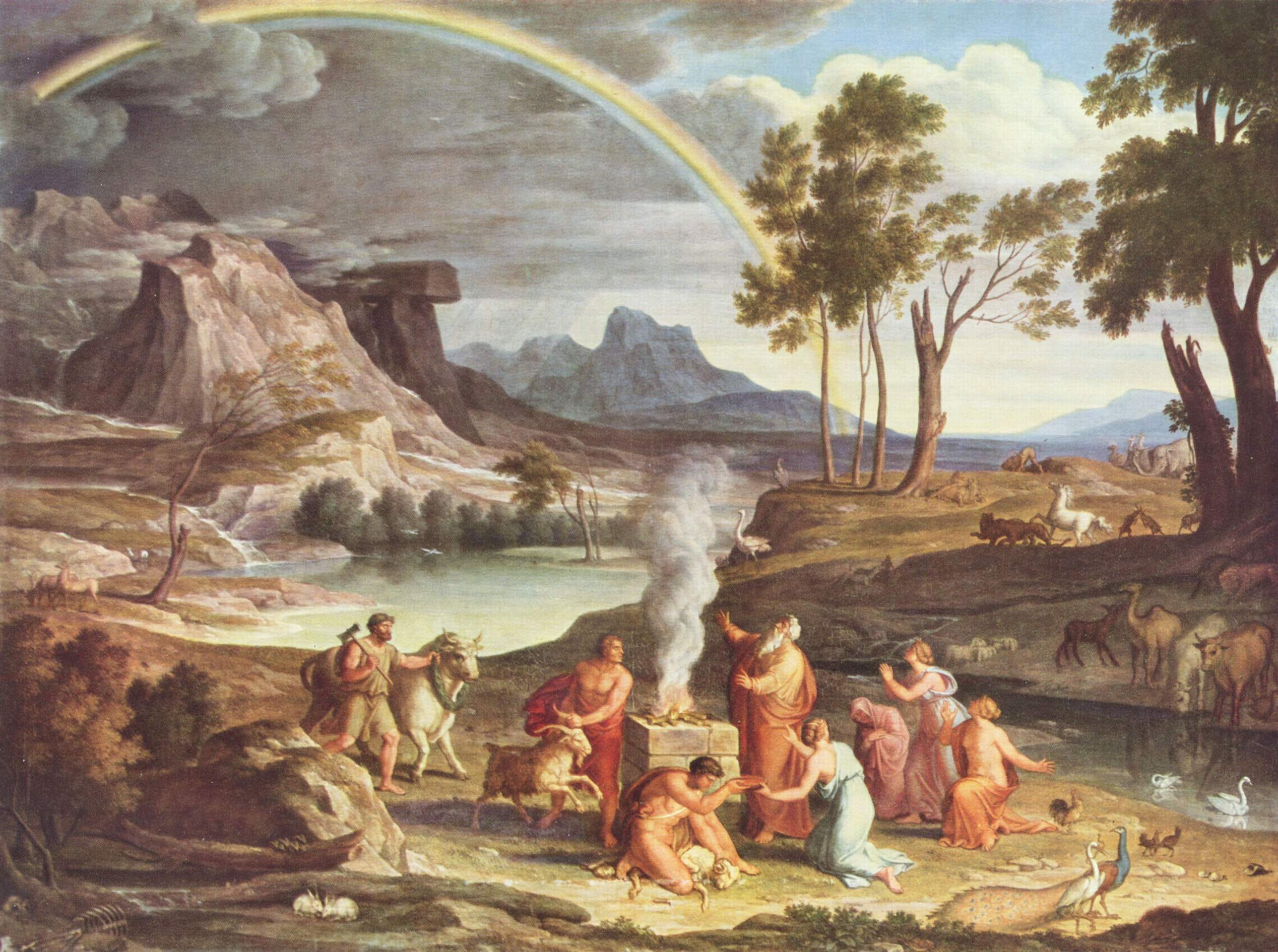
Joseph Anton Koch: Landschaft mit Dankopfer Noahs (1803), Städelsches Kunstinstitut, Frankfurt. Heroische Landschaft mit biblischen Figuren.
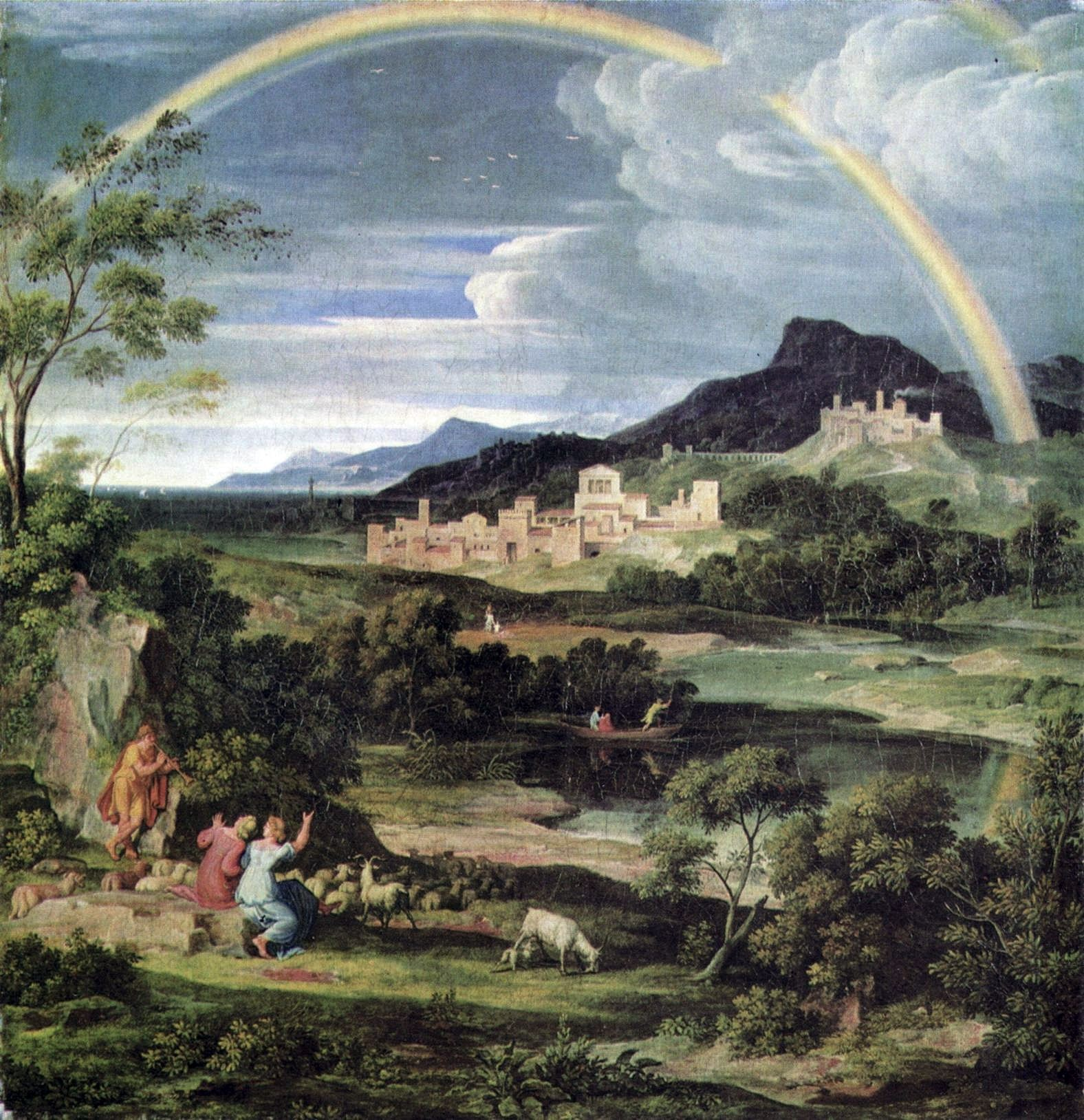
Joseph Anton Koch: Heroische Landschaft mit dem Regenbogen (1805), Kunsthalle Karlsruhe. Heroische Landschaft mit idyllischen Zügen.